# Первинний дилер
Первинний дилер (англ. Primary dealer) — дилер по урядових облігаціях, що має право купувати знову випущені папери безпосередньо у казначейства, постійно котирує ціни продавця та покупця і діючий на свій страх і ризик у відносинах з федеральним резервним банком Нью-Йорка (власний капітал такого дилера повинен бути не менше 10 млн доларів).

## Сучасний список
На 18 липня 2013 згідно з ФРС Нью-Йорка список включає такі компанії:
- Bank of Nova Scotia, New York Agency
- BMO Capital Markets Corp.
- BNP Paribas Securities Corp.
- Barclays Capital Inc.
- Cantor Fitzgerald & Co.
- Citigroup Global Markets Inc.
- Credit Suisse Securities (USA) LLC
- Daiwa Capital Markets America Inc.
- Deutsche Bank Securities Inc.
- Goldman, Sachs & Co.
- HSBC Securities (USA) Inc.
- Jefferies LLC
- J.P. Morgan Securities LLC
- Merrill Lynch, Pierce, Fenner & Smith Incorporated
- Mizuho Securities USA Inc.
- Morgan Stanley & Co. LLC
- Nomura Securities International, Inc.
- RBC Capital Markets, LLC
- RBS Securities Inc.
- SG Americas Securities, LLC
- UBS Securities LLC.